# Hägerstens motettkör
Hägerstens motettkör, grundades av Ingemar Månsson 1965 och var under Månssons ledning i tre decennier en av Sveriges viktigaste körer. Verksamheten upphörde 1995.
Hägerstens motettkör specialiserade sig främst på verk av nutida tonsättare, men framförde även de stora klassiska oratorierna. Kören har uruppfört ett stort antal verk av Sven-David Sandström som under 25 år sjöng i kören.
Motettkören företog många körturnéer i Sverige, i grannländerna och i Tyskland, Italien, Ungern, USA och Kanada. I juni 1988 inbjöds Hägerstens motettkör till The First New York International Festival of the Arts med konserter bland annat i Saint John the Divine. Körens sista konsert hölls i Roskilde domkyrka den 22 juni 1995.

## Diskografi
- 1980 Liberté

1. Max Reger: Mein Odem ist schwach
2. Arnold Schönberg: Friede auf Erden
3. Francis Poulenc: Figure Humaine
4. Francis Poulenc: Messe en sol majeur

- 1987 Various composers - Verk av Sven-David Sandström, Thomas Jennefelt, Stellan Sagvik, Nils Tykesson och Erik Förare
- 1992 Poulenc, Bruckner

1. Un soir de neige (Poulenc)
2. Quatre motets pour le temps de Noël (Poulenc)
3. Locus iste (Bruckner)
4. Ave Maria (Bruckner)
5. Mässa, nr 2, e-moll (Bruckner)

- 1992 Svensk musik
- 1993 Masses and Motets

1. Palestrina: Missa Papae Marcelli
2. Palestrina: Motett
3. William Byrd: Motett
4. William Byrd: Mässa

- 1995 Lyriskt, svensk körlyrik och folkmusik
- 1995 Avsked, musik av Frank Martin, Poulenc, Sandström, Josef Hedar, Per Nørgård, Bach, Otto Olsson, Wilhelm Stenhammar, Waldemar Åhlén, med flera

- 1995 Efter passionen, musik av Stellan Sagvik